# Höxter
Höxter är en stad i Kreis Höxter i Regierungsbezirk Detmold i förbundslandet Nordrhein-Westfalen i Tyskland.
Höxter fick stadsrättigheter 1250 och ingick från 1295 i Hansan. 1792-1803 var Höxter huvudstad i Corvey. Corvey är även Nordrhein-Westfalens äldsta kloster och ligger utanför Höxter nära floden Weser. Höxter tillhörde 1803-1806 huset Nassau-Oranien. Från 1807 låg Höxter i kungariket Westfalen och 1813 Preussen. 1865 anslöts orten till järnvägen vilket startade en tillväxtperiod för staden.